# 5795 Roshchina
5795 Roshchina (1978 SH1) là một tiểu hành tinh vành đai chính được phát hiện ngày 27 tháng 9 năm 1978 bởi L. I. Chernykh ở Nauchnyj.